# Ludvonga
Ludvonga II (c. 1855 - 1872) foi o Príncipe de Essuatíni, filho de Mswati ii da Suazilândia. Sua mãe foi Khumalo. Como resultado das lutas de poder dentro da família real, ele foi envenenado e morreu em 1872, antes que ele pudesse assumir o trono. Ele foi sucedido por seu meio-irmão Mbandzeni, que foi adotado pela mãe de Ludvonga.
O Príncipe foi morto pelos touros que eram de propriedade de Margaret. (Ela era uma proprietária de muitos animais que ela treinou para matar o príncipe. Ela estava com raiva do príncipe, porque o longo romance que ela teve com ele, até que ele a traía com sua irmã gêmea. Em resultado, ela se matou e soltou seus animais para matar o príncipe).